# Illico+
 (décembre 2019).
Pour les articles homonymes, voir Illico.
illico+ est un service de vidéo à la demande par abonnement mensuel au Canada qui appartient à Vidéotron. Il commercialise l'accès à des films, séries, documentaires, émissions jeunesses, etc. francophones.

## Histoire
En 2016, Club illico comptait 270 000 abonnés.
Le 17 février 2021, une application Club illico sur Android, iOS et Apple TV est lancée.
Le 23 octobre 2024, Club illico et Vrai ont fusionnés pour devenir illico+.

## Séries originales
- Karl et Max (2015)
- Blue Moon (2016 à 2018)
- Victor Lessard (série policière de Martin Michaud, 2017 à 2019)[2],[5]
- L'Académie[6] (drame pour ados, 20 épisodes, depuis le 11 octobre 2017)[7]
- La Dérape (2018 à 2020)[8]
- Léo (comédie, 15 novembre 2018 à 10 janvier 2024)[9]
- Les Honorables (10 janvier 2019 à 6 janvier 2022)[10]
- Appelle-moi si tu meurs (28 février 2019)[11]
- La faille (2019 à 2022)
- Escouade 99 (depuis 2020)
- La vie compliquée de Léa Olivier (depuis 2020)
- Mon fils (2020)
- Patrick Senécal présente (2021)
- Portrait-robot (2021 à 2023)
- Audrey est revenue (2021)
- Nous (depuis 2021)
- Motel Paradis (2022)
- Les cavaliers (2022)
- Évaporés: Victoria Charlton enquête (2022 à 2024)
- Le Temps des framboises (depuis 2022)
- La Nuit où Laurier Gaudreault s'est réveillé (2022)
- Lac-Noir (depuis 2022)
- Mégantic (2023)
- À propos d'Antoine (2023)
- Famille de criminel (2023 à 2025)
- Les Perles (2023)
- Les révoltés (depuis 2023)
- Détective Surprenant (2023)
- Paul dans tous états (2023)
- IXE-13 (depuis 2024)
- Société distincte (2024)
- DANSE! (2024)
- Un 3 juillet sur le pont (2024)
- Road Trip fatal (2024)
- La collecte (2024)
- Hot Ones Québec (2024)
- Corbeaux (2024)
- L'appel (2025)
- Sexe inc. (2025)

## Films originaux
- Sam (2021)
- Maria (2021)
- Babysitter (2022)
- Niagara (2022)